# Liêu Diệu Tương
Liêu Diệu Tương (1906–1968) là một viên tướng Quốc dân đảng từng thắng trận trước cả Lục quân Đế quốc Nhật Bản và quân Cộng sản Trung Hoa. Ông là một trong số ít tướng lĩnh Quốc dân đảng tốt nghiệp từ học viện quân sự Tây phương, cùng tướng Tôn Lập Nhân. Sau khi Chiến tranh Trung-Nhật kết thúc, ông trở thành một tư lệnh tại Mãn Châu tới khi bị Phương diện quân Mãn Châu của Nguyên soái Lâm Bưu bắt sống trong Chiến dịch Liêu Thẩm.  Tướng Liêu bị giam cầm trong 12 năm tới năm 1961 rồi mất 7 năm sau đó trong Cách mạng Văn hóa.

## Thời trẻ và sự nghiệp
Liêu Diệu Tương sinh ra trong một gia đình địa chủ nông thôn nhỏ tại Hồ Nam năm 1906. Ông vào học một trường trung học địa phương cùng Dương Khai Tuệ, vở đầu của lãnh tụ cộng sản Trung Hoa Mao Trạch Đông. Năm 1926, ông nhập học trường Võ bị Hoàng Phố và tốt nghiệp hạng ưu. Một số nhân vật nổi tiếng cũng tốt nghiệp trường này bao gồm Trần Thành, Tiết Nhạc, Phạm Hán Kiệt, Đới Lạp, Hồ Tông Nam, Khâu Thanh Tuyền, Đỗ Duật Minh, Trương Linh Phủ, Hồ Liên, Liu Yuzhang, Hoàng Duy, Lý Di, Vương Diệu Vũ và Lâm Bưu. Năm 1930, ông được cử sang học tại Pháp. Năm 1936, ông tốt nghiệp trường quân sự Saint-Cyr danh tiếng với thứ hạng đầu khóa. Ông trở về vào cùng năm, được thăng lên đại đội trưởng lực lượng kỵ binh trong trường Võ bị Hoàng Phố với hàm thiếu tá.

## Chiến tranh Trung-Nhật
Năm 1937, Chiến tranh Trung-Nhật nổ ra, Liêu được thăng chức Tham mưu trưởng Lữ đoàn 2 dự bị với hàm trung tá. Ông tham chiến trong Trận Thượng Hải và Trận Nam Kinh. Trong cuộc chiến đẫm máu tại Nam Kinh, Liêu mắc kẹt trong thành phố cùng Tôn Nguyên Lương, Vương Diệu Vũ và Khâu Thanh Tuyền; ông thoát được cuộc thảm sát Nam Kinh nhờ cải trang làm một nhà sư. Sau Trận Vũ Hán, ông được thăng lên Đại tá Tư lệnh Quân đoàn huấn luyện. Ông viết một lá thư cho Tưởng Giới Thạch, đề nghị cải tổ Quân đội Cách mạng Quốc dân và xây dựng lực lượng thiết giáp hiện đại. Tưởng rất hứng thú với những đề nghị này và bắt đầu có ấn tượng tốt về Liêu. Năm 1938, Tưởng thăng Liêu lên Thiếu tướng Tham mưu trưởng Sư đoàn 200. Tư lệnh của Liêu là Đỗ Duật Minh. Tháng 9 năm 1938, Sư đoàn 200 được mở rộng thành Quân đoàn 5, là đơn vị cơ giới hóa duy nhất trong quân Quốc dân đảng. Liêu lại được bổ nhiệm làm tư lệnh lực lượng dự bị rồi Phó tư lệnh Sư đoàn 22 mới thành lập. Vì Tư lệnh Khâu Thanh Tuyền luôn bận rộn với những nhiệm vụ khác, vai trò của ông tương đương quyền tư lệnh. Tháng 9 năm 1939, Sư đoàn 22 được phái đến Quảng Tây chiến đấu với Sư đoàn 5 Nhật Bản và giành được một thắng lợi quan trọng, giết chết Thiếu tướng Nhật Nakamura Masao cùng 8,000 quân trong Trận Côn Lôn Quan. Sau đó đơn vị của ông được chuyển sang Vân Nam và bảo vệ tuyến đường hậu cần từ Miến Điện. Sau Sự kiện Trân Châu Cảng, cuộc xâm lược Miến Điện của Nhật bắt đầu vào tháng 1 năm 1942, Quân đoàn 15 (Nhật) của Tướng Iida Shōjirō xâm lược Miến Điện thuộc Anh. Chính phủ thuộc địa Anh kêu gọi Trùng Khánh giúp đỡ, Tưởng Giới Thạch thành lập Quân viễn chinh Trung Hoa tại Miến Điện dưới quyền Tư lệnh Tướng Joseph Stillwell, Thiếu tướng Đỗ Duật Minh, Phó tư lệnh Quân viễn chinh Trung Hoa, và Tướng Tôn Lập Nhân, Tư lệnh Sư đoàn 38 mới thành lập, kéo sang giải cứu các lực lượng Anh và ngặn chặn quân Nhật chiếm Miến Điện và đe dọa tuyến đường hậu cần từ đây. Dù các tư lệnh Trung Hoa giành được một số thắng lợi trong Trận Yenangyaung và Trận Toungoo, do vì quân Anh không chặn được bước tiến của quân Nhật, quân Trung Hoa phải rút khỏi Miến Điện. Bị Sư đoàn 18 Nhật chặn đường rút lui, Sư đoàn 22 phải đi qua Cao nguyên Kachin, rất nhiều binh lính thiện chiến chết vì bệnh tật, đói khát hay bị muông thú tấn công, nhưng cuối cùng họ cũng về tới Ledo, Assam. Tại Ấn Độ, Sư đoàn 22 và 38 hợp thành Quân viễn chinh Trung Hoa tại Ấn Độ, Tướng Joseph Stillwell đảm bảo đội quân này được Mỹ trang bị tối tân và huấn luyện kĩ lưỡng. Năm 1943, lực lượng Trung Hoa tấn công Phương diện quân Miến Điện của tướng Nhật Kimura Heitarō. Liêu giành một vài chiến thắng quan trọng và đơn vị của ông được mở rộng thành Binh đoàn 6 năm 1944. Tháng 4 năm 1945, Binh đoàn 6 của tướng Liêu được trở về quê hương sau 3 năm, rồi đánh bại quân Nhật trong Trận Dự Tây. Phó chủ tịch Hội đồng Chiến tranh Hà Ứng Khâm đích thân gắn cho ông Huân chương Thanh thiên bạch nhật, vinh dự cao quý nhất dành cho một tư lệnh Trung Hoa Dân Quốc.

## Nội chiến Trung Hoa

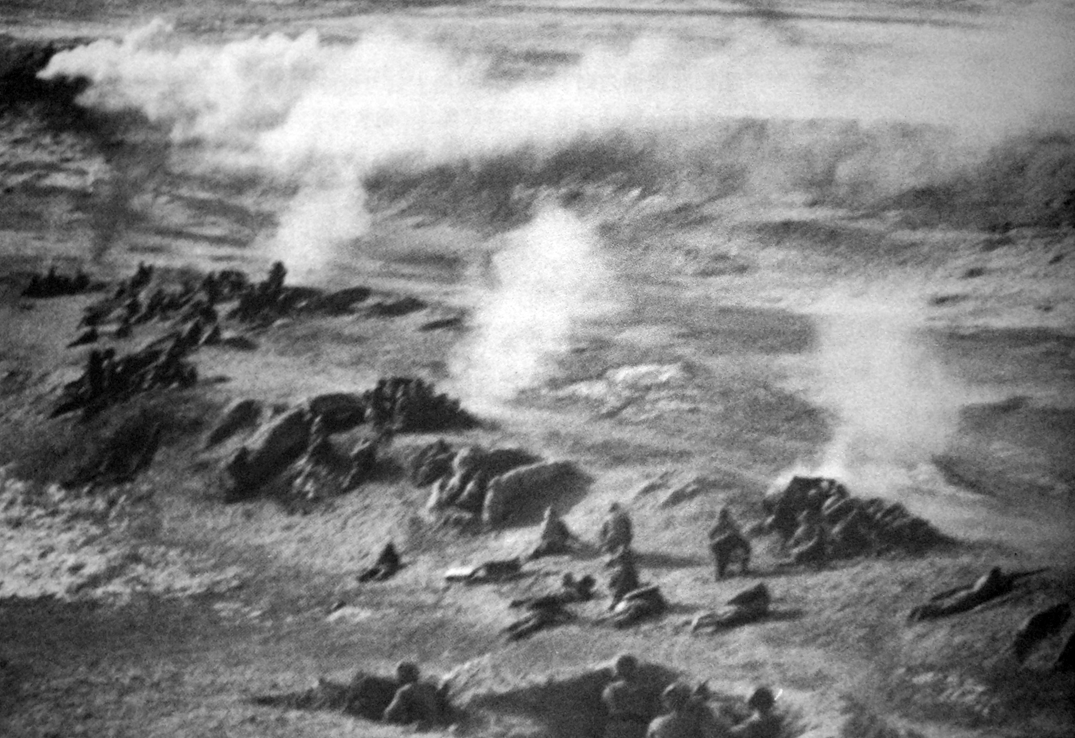
Trận Hắc Sơn

Khi Nội chiến Trung Hoa nổ ra tại Mãn Châu, Tưởng Giới Thạch quyết tâm chiếm lại Mãn Châu. Binh đoàn 6 của Liêu và Binh đoàn 1 của Tôn Lập Nhân đi tiên phong tiến vào khu vực. Để đánh bật quân cộng sản khỏi các thành phố mà họ đã chiếm được, Tưởng Giới Thạch bổ nhiệm Đỗ Duật Minh làm Tổng tư lệnh tại Mãn Châu, Bộ trưởng Quốc phòng Bạch Sùng Hy làm Tham mưu trưởng Bộ Tư lệnh Bảo an Mãn Châu. Lãnh tụ cộng sản Trung Hoa Mao Trạch Đông giao cho Lâm Bưu chỉ huy Chiến dịch phòng thủ Tứ Bình. Liêu Diệu Tương chiếm được các cứ điểm của quân cộng sản xung quanh Tứ Bình, buộc họ phải rút khỏi thành phố. Các tư lệnh Quốc dân đảng bắt đầu chiếm lại hầu hết các thành thị ở phía nam sông Tùng Hoa, nhưng Tưởng Giới Thạch cấm họ vượt sông vì lúc này tướng George Marshall đang thực hiện nhiệm vụ hòa giải hai phe Quốc-Cộng.
Sau khi Tưởng Giới Thạch thay Đỗ Duật Minh bằng Trần Thành, tình hình ngày càng tồi tệ. Nhờ cuộc cải cách ruộng đất trong vùng giải phóng và việc Quân đội Đế quốc Mãn Châu cũ chạy sang phe Quân giải phóng Nhân dân, lực lượng cộng sản lên đến hơn 1 triệu người. Năm 1947, Tưởng Giới Thạch bổ nhiệm Liêu làm Tổng tư lệnh Binh quân 9, bao gồm: Quân đoàn 1, Quân đoàn 3, Quân đoàn 6, Quân đoàn 49, Quân đoàn 52, Quân đoàn 71, Sư đoàn độc lập 207 chỉnh biên và 3 lữ đoàn pháo binh. Tháng 9 năm 1948, Phương diện quân Mãn Châu phe cộng sản dưới quyền Lâm Bưu mở Chiến dịch Liêu Thẩm. Liêu đề nghị lên Bộ Tổng tư lệnh quân đội Quốc dân rằng Binh đoàn 9 phải rút về Dinh Khẩu, một cảng biển do quân Quốc dân đóng giữ, và rời Mãn Châu bằng đường biển. Nhưng Tưởng Giới Thạch lại ra lệnh cho ông giải cứu lực lượng của Phạm Hán Kiệt bị bao vây tại Cẩm Châu. Nhưng trước khi Liêu đến được Cẩm Châu, thành phố thất thủ, và Trường Xuân, một căn cứ Quốc dân đảng khác tại Mãn Châu, cũng đã đổi chủ. Cuối cùng Đỗ Duật Minh cũng thuyết phục được Tưởng Giới Thạch cho phép Binh đoàn 9 rút về Hoa Bắc, nhưng họ không thể phá được tuyến phòng thủ của Quân giải phóng Nhân dân quanh Hắc Sơn (黑山) và Đại Hổ Sơn (大虎山), và đánh mất khoảng thời gian quý giá. Trong một trận tập kích ban đêm, một đơn vị cộng sản tiêu diệt bộ tư lệnh của Liêu, kết quả là việc chỉ huy của ông bị đứt quãng. Từ ngày 20-28 tháng 10, Quân giải phóng Nhân dân dưới quyền Hàn Tiên Sở tấn công Liêu Tây (辽西战役), phía đông Hắc Sơn và Đại Hổ Sơn, và phía Tây Giản Dương Hà (饶阳河), tiêu diệt 12 sư đoàn quân Quốc dân đảng, bao gồm Quân đoàn 1, Quân đoàn 6 tinh nhuệ với 110,000 người, bắt sống Liêu Diệu Tương. Chỉ có Quân đoàn 52 của Liu Yuzhang rút được về Thượng Hải.

## Ra tù và qua đời
Sau khi bị bắt, Liêu bị giam giữ tại một trại tù binh chiến tranh cùng tư lệnh cũ Đỗ Duật Minh tới khi được ân xá năm 1961. Ông trở thành ủy viên Hội nghị Hiệp thương Chính trị Nhân dân Trung Quốc phụ trách lưu trữ tư liệu lịch sử. Ông vẫn rất căm ghét những gián điệp cộng sản cao cấp trong Bộ Quốc phòng Quốc dân đảng trước đây, như Cục trưởng Cục Tác chiến Quách Nhữ Khôi (zh:郭汝瑰) và Phó tham mưu trưởng Lưu Phi (zh:劉斐), những người từng tiết lộ các kế hoạch quân sự cho các lãnh tụ cộng sản, dẫn đến thất bại của ông. Năm 1968, Liêu bị Hồng vệ binh đem ra đấu tố trong giai đoạn cao trào của Cách mạng Văn hóa, và mất vì lên cơn đau tim tại trường đấu tố ở tuổi 62.